# گورستان جودل دل ۲
گورستان جودل دل ۲ مربوط به دوره ساسانیان -قرون اولیه دوران‌های تاریخی پس از اسلام است و در شهرستان خرم‌آباد، بخش ویسیان، دهستان شوراب، روستای جودل دل واقع شده و این اثر در تاریخ ۲۸ اسفند ۱۳۸۵ با شمارهٔ ثبت ۱۸۵۱۹ به‌عنوان یکی از آثار ملی ایران به ثبت رسیده است.